# اشتاد
اشتاد  یا ایزدبانو اشتاد، در اساطیر ایران نام یک ایزدبانو است که ایزد پایدار روز بیست و ششم هر ماه نامیده می‌شد.
اصل واژهٔ اشتاد در اصل ارشتاد یا ارشتات بوده که در طی گذر زمان به اشتاد تبدیل شده‌است. ارشتات به معنای راستی و درستی است و در یسنا ۱۶، فقرهٔ ۶ و همینطور در دو سی روزهٔ کوچک و بزرگ، فقرهٔ ۲۶، در ردیف سی فرشته مربوط به روزهای ماه به شمار آمده‌است. چهارمین چهره‌ی گهنبار ایاثرم گاه به چَم (:معنی) آغاز زمستان است. در باور زرتشتیان چهارمین مرحله‌ی آفرینش از سوی اهورامزدا را یادآوری می‌کند که هنگام پدیدار شدن گیاه در هستی است. هنگامه‌ی این جشن پنج‌روزه از اشتاد ایزد تا انارام ایزد در گاهشمار زرتشتی برابر با 20 تا 24 مهرماه در سالنمای رسمی کشور است. در گاهشمار کهن ایران، سال، تنها به دو فصل بزرگ بخش می‌شد. فصل تابستان هفت ماهه و زمستان پنج ماهه بود.
گل خاص اشتاد، گل لاله است.

## دربارهٔ
اشتاد، در اساطیر ایران نام یک ایزدبانو است که ایزد پایدار روز بیست‌و‌ششم هر ماه در کاهشمار زرتشتی نامیده می‌شود. اشتاد به چم «راستی و درستی» است. این ایزد راهنمای مینویان و جهانیان است. واژه‌ی اشتاد از بنیان و نهان ارشتاد یا ارشتات بوده که در گذر زمان به اشتاد تبدیل شده‌ است. ارشتات به معنای راستی و درستی است. در آئین مزدیسنا معروف است که خداوند، زمین را در اشتاد روز آفرید.
اشتاد همچنین رهنمای مینویان و جهانیان شمرده شده و با دو ایزد دیگر، یعنی: زامیاد (ایزد زمین) و رشن ارتباط خاص و نزدیک دارد. در بندهش پیرامون این ایزدان آمده است:
آن سه فره بر چینوت برایستند. آنجا که رشن، روان را آمار کند و اشتاد و زامیاد، روان را بر ترازو بگذارند.
همراه با این سه ایزد نگهبان پل چینوت  در نیایش های وابسته به مراسم که در روز سوم پس از مرگ مردم خوانده می شود از ایزد رشن خدای دادگری، سروش خدای فرمانبرداری  و ایزد مهر خدای پیمان نیز یاد و ستایش می شود.
چهار روز در نزد زرتشتیان ارج بسیار ویژه‌ای دارد: مهر، آذر، ورهرام و اشتاد و برای هر یک از آن ها ایزدکده‌های ساخته شده است. یکی از نیایشگاه‌های زرتشتیان کرمان، «شاه اشتاد ایزد» نام دارد. این آتشکده که در «گبر محله» در شمال شرقی شهر کرمان جای دارد، به این ایزد ویژه شده است.

## در اوستا
اشتاد یشت او را با کوه اوشیدا «نگهبان هوش» درپیوند می‌داند که در سنت زرتشتی جایی است که زرتشت سال‌های زیادی از عمر خود را به گوشه نشینی و نیایش سپری کرده است.

## منبع
- جان.راسل.هینیلز (۱۳۸۵)، شناخت اساطیر ایران، ترجمهٔ باجلان فرّخی، تهران: انتشارات اساطیر، شابک ۹۶۴-۳۳۱-۲۶۴-X

- Dhalla, Maneckji Nusservanji (1938), History of Zoroastrianism, New York: OUP

1. 1 2  https://amordadnews.com/10877/
2. ↑  https://amordadnews.com/13454/
3. ↑  (Gnoli 1987، ص. 826).
4. ↑  (Dhalla 1938، ص. 193).